# Lorenzo Pellegrini
Lorenzo Pellegrini, född 19 juni 1996, är en italiensk fotbollsspelare som spelar för Roma. Han representerar även det italienska landslaget.